# Tišice
Tišice (název obce se dle místní zvyklosti skloňuje v pomnožném tvaru) jsou obec v okrese Mělník ve Středočeském kraji. Rozkládá se asi jedenáct kilometrů jihovýchodně od Mělníka a tři kilometry severovýchodně od města Neratovice. Leží na pravém břehu Labe, deset kilometrů od Mělníka při silnici Mělník – Stará Boleslav. Žije zde přibližně 2 500 obyvatel.

## Historie

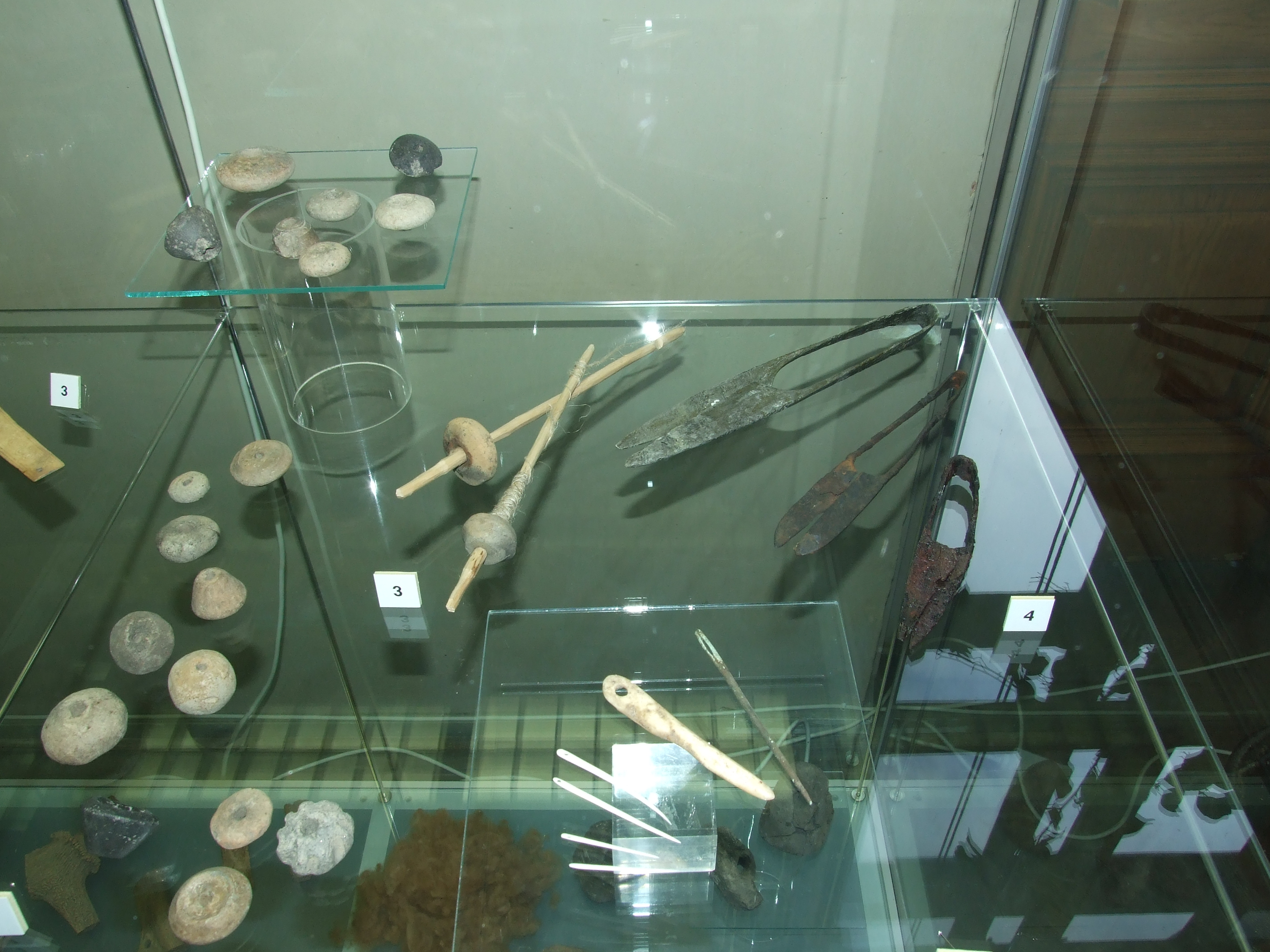
V Tišicích nalezené jehly a přesleny z doby římské

První písemná zmínka o obci pochází z roku 1400. Obec Tišice v dnešní organizační podobě ale vznikla až v roce 1960 sloučením tří historických obcí – Tišic, Chrástu a Kozel. Nejstarší částí jsou, alespoň podle dochovaných zápisů, Kozly. První písemná zmínka o nich je už z roku 1052. Původně knížecí majetek věnoval tohoto roku kníže Břetislav I. právě jím založené kapitule staroboleslavské. V držení církve byly Kozly až do husitských válek. Potom se vystřídala řada majitelů, až je v roce 1584 koupil císař Rudolf II. a věnoval je panství brandýskému. O Chrástu je první písemná zpráva z roku 1380 a o Tišících rovněž kolem roku 1400. Osídlení celého území je však o mnoho starší. Svědčí o tom četné archeologické nálezy, některé světově unikátní a uznávané. Nejstarší jsou z doby cca 2000 let před naším letopočtem.
Zdejší kostel Všech svatých byl postaven v roce 1352 v raně gotickém slohu. Jeho dnešní podoba pochází z roku 1822, kdy byla postavena věž a upraven půdorys. Kostel je státem chráněnou památkou. V posledních třech letech prošel generální opravou celé ho exteriéru – nová střecha i fasáda, a tím zapadl do celkové rekonstrukce místního hřbitova, v jehož středu se nachází.
Nejvýznamnější osobností, která měla blízký vztah k Tišícím byla operní pěvkyně, sólistka Národního divadla v Praze, Marie Podvalová. V raném dětství se s rodiči přistěhovala do Chrástu a do rodinného domku se ráda vracela až do své smrti. Je zde také pohřbena.
V obci Tišice (660 obyvatel) byly v roce 1932 evidovány tyto živnosti a obchody: 2 holiči, 3 hostince, kolář, kovář, krejčí, půjčovna masek, mlýn, 3 obuvníci, 2 pekaři, 2 rolníci, řezník, 5 obchodů se smíšeným zbožím, trafika, 3 velkostatky (Lobkowitz, Svoboda, Šára), zahradnictví.

## Přírodní poměry
Na západním okraji vesnice se nachází přírodní památka Písčina u Tišic. Do správního území obce zasahují přírodní památka Jiřina a přírodní rezervace Úpor–Černínovsko.

## Obyvatelstvo
| Rok            | 1869 | 1880  | 1890  | 1900  | 1910  | 1921  | 1930  | 1950  | 1961  | 1970  | 1980  | 1991  | 2001  | 2011  | 2021  |
| -------------- | ---- | ----- | ----- | ----- | ----- | ----- | ----- | ----- | ----- | ----- | ----- | ----- | ----- | ----- | ----- |
| Počet obyvatel | 936  | 1 074 | 1 039 | 1 125 | 1 388 | 1 434 | 1 704 | 1 868 | 1 828 | 1 727 | 1 574 | 1 346 | 1 372 | 2 012 | 2 530 |
| Počet domů     | 142  | 158   | 167   | 191   | 240   | 265   | 391   | 563   | 515   | 511   | 498   | 581   | 627   | 733   | 934   |

## Obecní správa

### Územněsprávní začlenění
Dějiny územněsprávního začleňování zahrnují období od roku 1850 do současnosti. V chronologickém přehledu je uvedena územně administrativní příslušnost obce v roce, kdy ke změně došlo:
- 1850 země česká, kraj Praha, politický okres Karlín, soudní okres Brandýs nad Labem[7]
- 1855 země česká, kraj Praha, soudní okres Brandýs nad Labem
- 1868 země česká, politický okres Karlín, soudní okres Brandýs nad Labem
- 1908 země česká, politický i soudní okres Brandýs nad Labem[8]
- 1939 země česká, Oberlandrat Mělník, politický i soudní okres Brandýs nad Labem[9]
- 1942 země česká, Oberlandrat Praha, politický i soudní okres Brandýs nad Labem[10]
- 1945 země česká, správní i soudní okres Brandýs nad Labem[11]
- 1949 Pražský kraj, okres Brandýs nad Labem[12]
- 1960 Středočeský kraj, okres Mělník
- 2003 Středočeský kraj, okres Mělník, obec s rozšířenou působností Neratovice

### Části obce
- Chrást
- Kozly
- Tišice

### Obecní symboly
Znak a vlajka byly obci uděleny rozhodnutím předsedkyně Poslanecké sněmovny Parlamentu České republiky dne 25. listopadu 2011.

## Doprava
Dopravní síť

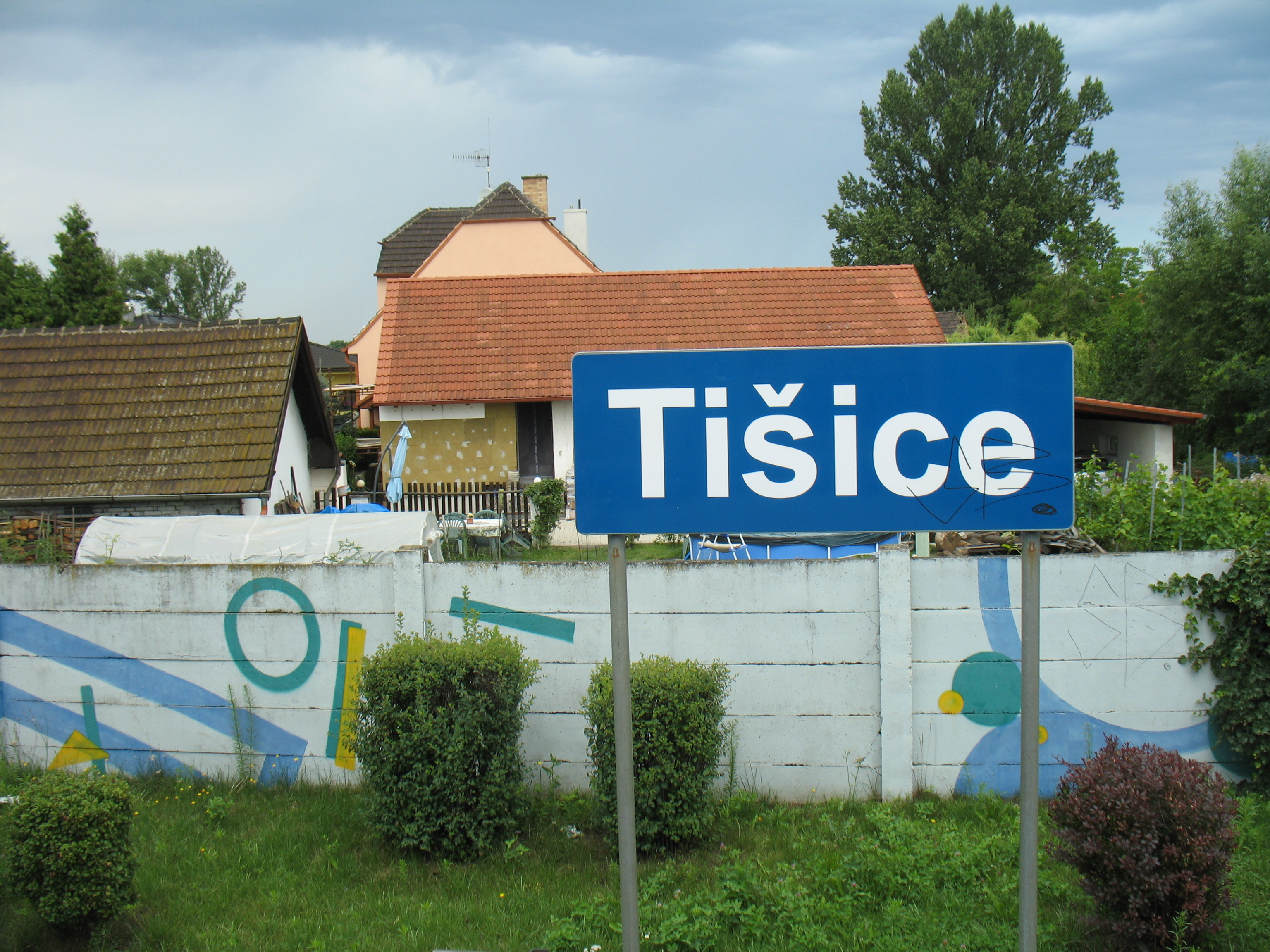
Železniční zastávka Tišice

- Pozemní komunikace – Obcí prochází silnice II/331 Nymburk – Lysá nad Labem – Tišice – Záboří – (Mělník).
- Železnice – Obec Tišice leží na  železniční trati Praha–Turnov v úseku z Neratovic do Všetat. Jedná se o jednokolejnou celostátní trať, doprava byla na trati zahájena roku 1871.

Veřejná doprava 2012
- Autobusová doprava – V obci měly zastávky příměstské autobusové linky jedoucí do těchto cílů: Brandýs nad Labem-Stará Boleslav, Hostín, Kostelec nad Labem, Mělník, Mšeno, Praha, Všetaty (dopravci ČSAD Střední Čechy a Veolia Transport Praha).
- Železniční doprava – Po trati 070 vedou linky S3 a R3 (Praha-Vršovice – Mladá Boleslav) v rámci pražského systému Esko. Železniční zastávku Tišice obsluhovalo v pracovních dny 22 osobních vlaků a jeden spěšný vlak, o víkendech dvanáct osobních vlaků a jeden spěšný vlak.